# Alan Hodgkinson
Alan Hodgkinson (* 16. August 1936 in Rotherham, South Yorkshire; † 8. Dezember 2015 in Coventry) war ein englischer Fußball-Torwart. Später war er als Assistenztrainer im englischen und schottischen Fußball tätig, arbeitete aber hauptsächlich als Torwarttrainer.

## Sportlicher Werdegang
Hodgkinson schloss sich im Sommer 1953 von Worksop Town kommend dem englischen Erstligisten Sheffield United in der First Division an. Auf sein Ligadebüt musste er bis zum folgenden Sommer warten. In der Folge war er nicht zuletzt wegen seines Wehrdienstes meist hinter Ted Burgin nur Ersatzmann. Nach dem Abstieg in die Zweitklassigkeit 1956 kam er häufiger zum Einsatz und spielte sich schließlich in den Kreis der englischen Nationalmannschaft, für die er im April 1957 im Rahmen der British Home Championship beim abschließenden 2:1-Erfolg über Schottland debütierte, der den Gewinn des Turniers bedeutete.
In der Spielzeit 1957/58 hatte er sich endgültig als Stammtorhüter seines Klubs etabliert, kämpfte aber in der Nationalelf zunächst mit Eddie Hopkinson um den Platz zwischen den Pfosten. In den Kader für die Weltmeisterschaft 1958 berufen, verdrängte Debütant Colin McDonald beide und stand im kompletten Turnierverlauf im Tor. Zwar gehörte er weiterhin dem Kader der Nationalmannschaft an, war aber lediglich zweite Wahl, diesmal hinter Ron Springett. Obwohl er 1960 sein letztes von fünf Länderspielen absolviert hatte, gehörte er neben Gordon Banks als Ersatzmann zum Kader bei der Weltmeisterschaft 1962. 
Mit Hodgkinson als Rückhalt kehrte Sheffield United 1961 wieder in die erste Liga zurück. Unter Trainer John Harris erreichte er mit Sheffield im ersten Jahr nach dem Aufstieg mit dem fünften Platz das beste Ergebnis. Anschließend rutschte er mit der Mannschaft sukzessive ab und stieg mit ihr 1968 wieder in die Zweitklassigkeit ab. Bis 1971 lief er noch für den Klub auf, ehe er seine Trainerkarriere begann.
Nach einem Aufenthalt als Torwarttrainer bei der schottischen Nationalmannschaft kehrte Hodgkinson später zu Sheffield United als Assistenztrainer zurück. Zudem war er für Manchester United sowie den FC Everton tätig und sichtete für die Klubs Torwarttalente. 2001 war er im Nachwuchsbereich der Glasgow Rangers tätig, ehe er sich 2002 als Torwarttrainer Coventry City anschloss. Nach einem Engagement bei Rushden & Diamonds übernahm er später dieselbe Position bei Oxford United.
2008 erhielt Hodgkinson den britischen Verdienstorden Order of the British Empire.